# Hotel de Inmigrantes
El antiguo Hotel de Inmigrantes fue construido en las inmediaciones del embarcadero del puerto de la ciudad de Buenos Aires a principios del siglo XX con el objetivo de "recibir, orientar, alojar y ubicar" a los inmigrantes que, en ese momento, arribaban desde  Europa u otros lugares al principal punto de ingreso de la Argentina.

## Historia
En 1857 se fundó, de forma particular, la Asociación Filantrópica de Inmigración, que obtuvo una subvención gubernamental y la concesión de los terrenos anexos al puerto de Buenos Aires (parcelas de la actual Estación Retiro) en los que se levantaría el primer Hotel de Inmigrantes. Este pequeño edificio se inauguró en agosto de ese mismo año con la llegada de un contingente de suizos, estaba en la esquina de la actual Avenida Leandro N. Alem y Corrientes, y funcionó hasta 1874. Un segundo edificio del Hotel de Inmigrantes estuvo entre 1881 y 1888 en el lote de calle Cerrito 1250, donde hoy en día está la sede del Centro Argentino de Ingenieros, pero la explosión migratoria que comenzó a vivirse en Buenos Aires lo saturó rápidamente.

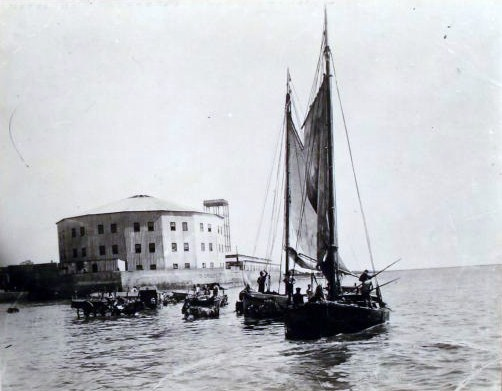
El primer edificio estuvo en Retiro, hasta fines del.

En 1888 comenzó a funcionar el conocido Hotel de Inmigrantes llamado "rotondo" por su planta casi circular (en realidad, era un polígono de dieciséis lados). El edificio fue obra del ingeniero civil de origen escandinavo Hjalmar Fredrik Stavelius.  Concebido como provisorio desde un principio, el edificio se usó durante más de 20 años; sobrevivió un fuerte temporal, que requirió se elevaran sus muros de contención para proteger al Hotel del oleaje. Debido al ritmo acelerado de la corriente inmigratoria, demasiado acelerado para albergar la cantidad de personas que arribaban diariamente al país, se planteó la necesidad de ampliar el edificio, incluso antes de finalizar las obras y su primer año de uso. En julio de 1911 el edificio fue desactivado definitivamente, y luego demolido para construir la actual Estación Retiro del actual Ferrocarril General Mitre.

## El nuevo Hotel de inmigrantes

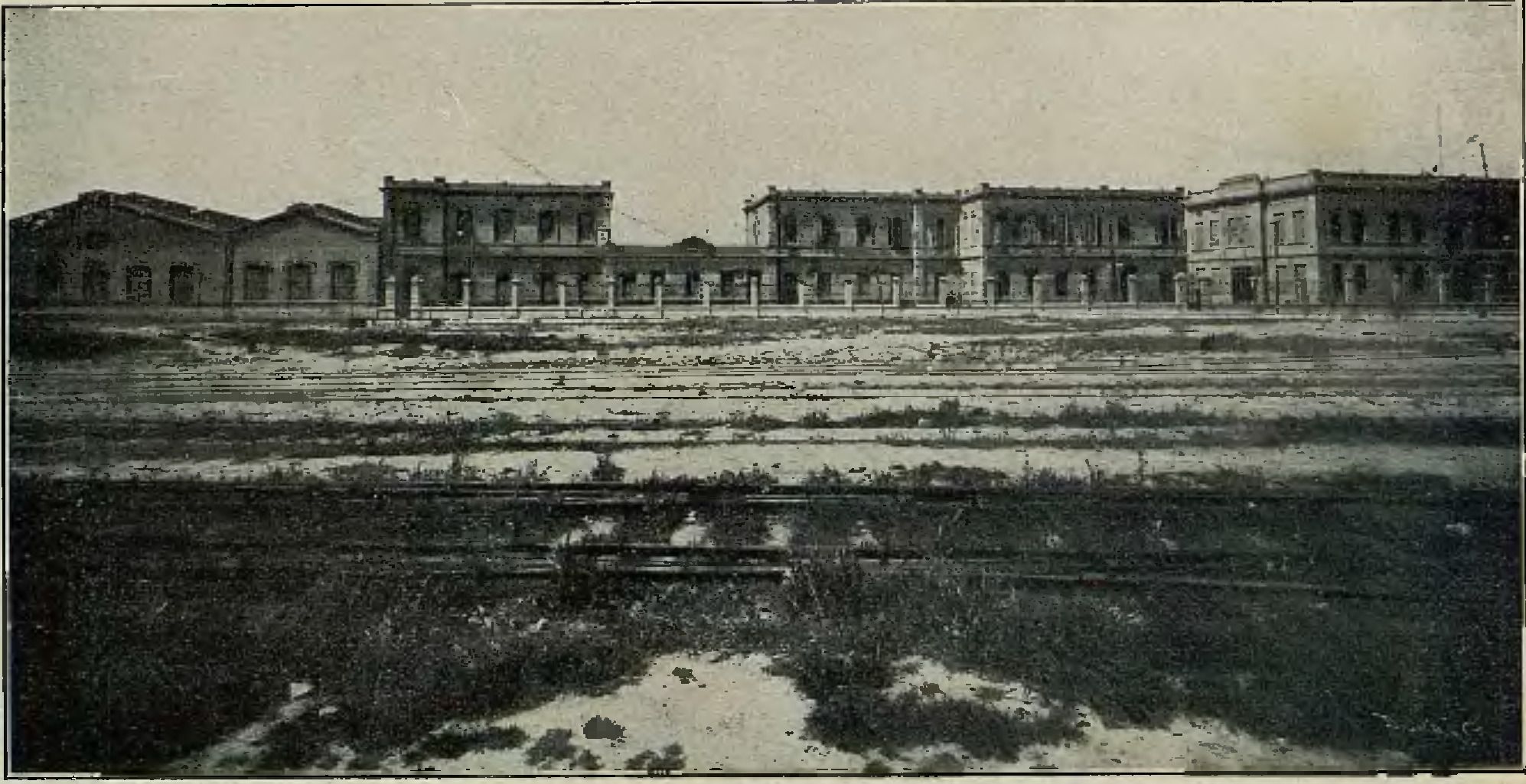
Vista general del hotel (c.1910). Foto del libro "Argentina y sus Grandezas" de Vicente Blasco Ibáñez.

El hotel de inmigrantes que reemplazó al Hotel "Dela Rotonda" se empezó a construir en 1906 hasta 1911, cuando se inauguró (durante la presidencia de Roque S. Peña). Al ser una construcción de hormigón se lo consideraba de vanguardia.
Emplazado a orillas del Río de la Plata y con extensos jardines, el complejo estaba conformado por diversos pabellones destinados al desembarco, colocación, administración, atención médica, servicios, alojamiento y traslado de los inmigrantes. El antiguo Desembarcadero, que era la primera puerta de entrada al país para quienes llegaban de ultramar, era parte del predio y se ubicaba en el sitio ocupado actualmente por la Escuela de Guerra Naval.
De estilo italianizante, la mole de hormigón gris, seccionada en planta baja y tres pisos, se ha conservado hasta el día de hoy. Por su escala - sus altísimas paredes azulejadas de blanco,  sus escalinatas enormes y altísimas, sus espacios  enormes- ha sido considerado un "ámbito lo más parecido a un asilo o un hospital"; a su vez el edificio ofrece vistas panorámicas hacia el exterior con ventanas al río y a los jardines, muy generosas en luz.
Dentro del complejo funcionaba un Depósito de Equipajes, el Hospital, la Oficina de Correos y Telégrafos, una sucursal del Banco Nación y, fundamentalmente, la Oficina de Trabajo. El edificio 6, que se inauguró en 1911, era el sector donde los recién llegados dormían y comían y consistía de una construcción de cuatro pisos que podía alojar hasta 3000 inmigrantes: había cuatro dormitorios por piso, con una capacidad para doscientas cincuenta personas cada uno.
Los inmigrantes debían guardar su equipaje en los galpones de depósito pues el lugar de habitaciones no era suficientemente grande como para albergar personas con todo su equipaje.

Los riesgos de epidemias, y sobre todo de fiebre amarilla, eran la "amenaza más cruda que cayó sobre esta masiva irrupción de inmigrantes" . El Hotel desde sus detalles constructivos respondía al objetivo de evitar y/o propagar enfermedades:  las paredes eran de azulejo, los techos eran altos y los pisos fáciles de limpiar. Para evitar la propagación de la escabiosis (sarna) o pediculosis, las camas no tenían colchones -que podrían albergar a los agentes causantes de estas infecciones- sino lonas de cuero.  

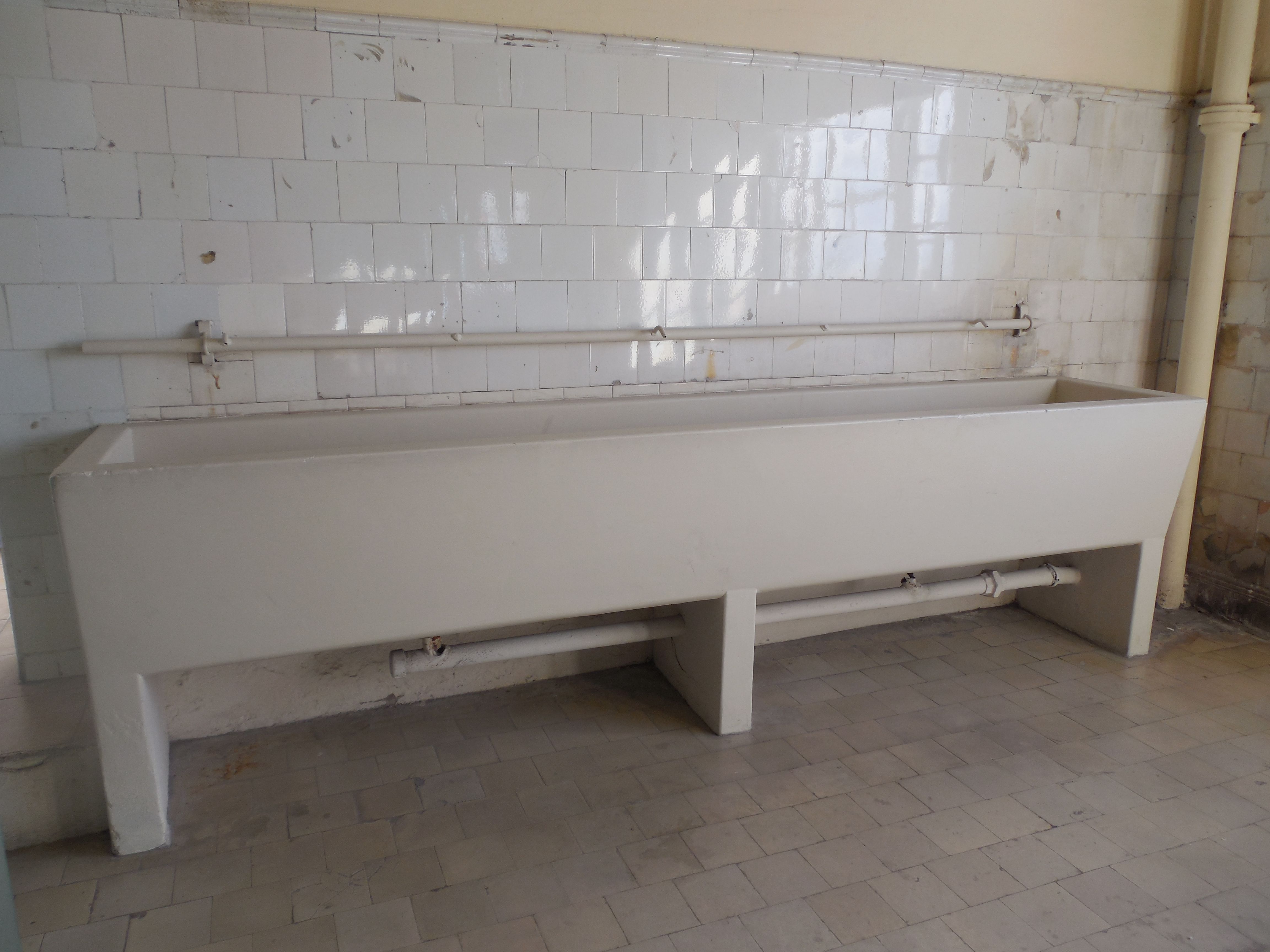
Azulejos en dormitorio del Hotel de Inmigrantes (Argentina)

## Cómo funcionaba
Para los inmigrantes, el día empezaba cuando los despertaban las celadoras, muy temprano. El comedor, un espacio de notoria dimensión con ventanales al jardín en la planta baja y mesas de mármol de Carrara,  alimentaba a  hasta 1000 personas por turno. Para el desayuno se servía café con leche, mate cocido y pan horneado en la panadería del hotel; el almuerzo consistía en un plato de sopa abundante y guiso con carne, puchero, pastas, arroz o estofado.
Durante la mañana, las mujeres se dedicaban a los quehaceres domésticos, como el lavado de la ropa en los lavaderos, o el cuidado de los niños, mientras los hombres gestionaban su colocación en la oficina de trabajo.
El primordial objetivo de los inmigrantes era encontrar trabajo, a menos que tuvieran algún familiar o conocido que los ayudara. De este modo, los inmigrantes eran tratados como huéspedes hasta que encontraran trabajo o volvieran a su país de origen.
Para la atención y cuidado de los inmigrantes, trabajaban en el Hotel aproximadamente 1000 empleados, entre celadores, personal de comedor, de limpieza y sanitario.

## Preparación para el trabajo
El servicio primordial de este asilo era encontrar empleo para todos los inmigrantes y entrenarlos en los distintos oficios. Los inmigrantes recibían por lo tanto una preparación  para el trabajo rural, que era el destino para quienes no certificaban poseer un oficio. Si bien llegaban muchos campesinos  provenientes de Italia, de España, estos no estaban familiarizados en el uso de la maquinaria agrícola que se usaba en el país, donde la escala de las tierras a labrar era mucho mayor que la del minifundio europeo.  
Asimismo el Hotel procuraba que los inmigrantes tuvieran acceso a la cultura argentina. En el mismo nivel del el comedor funcionaba una voluminosa biblioteca a disposición del inmigrante, que tenía diversas publicaciones, mapas y libros orientados a informar al extranjero acerca de las costumbres, del trabajo y de la riqueza de su nueva tierra. En este espacio se ofrecían además cursos de idioma, charlas sobre historia, geografía y legislación argentina, y clases para el aprendizaje de la utilización de maquinarias agrícolas y domésticas.
El alojamiento, gratuito, era por cinco días. No obstante, la reglamentación se extendía en los casos que hiciera falta, el tiempo necesario para su colocación, hasta que el inmigrante conseguía trabajo. Mientras tanto, en sus instalaciones se los asesoraba sobre el país y los distintos oficios que podía adoptar el migrante. El hotel también los ayudaba a encontrar trabajo, trasladándolos a los lugares donde se precisaba mano de obra.

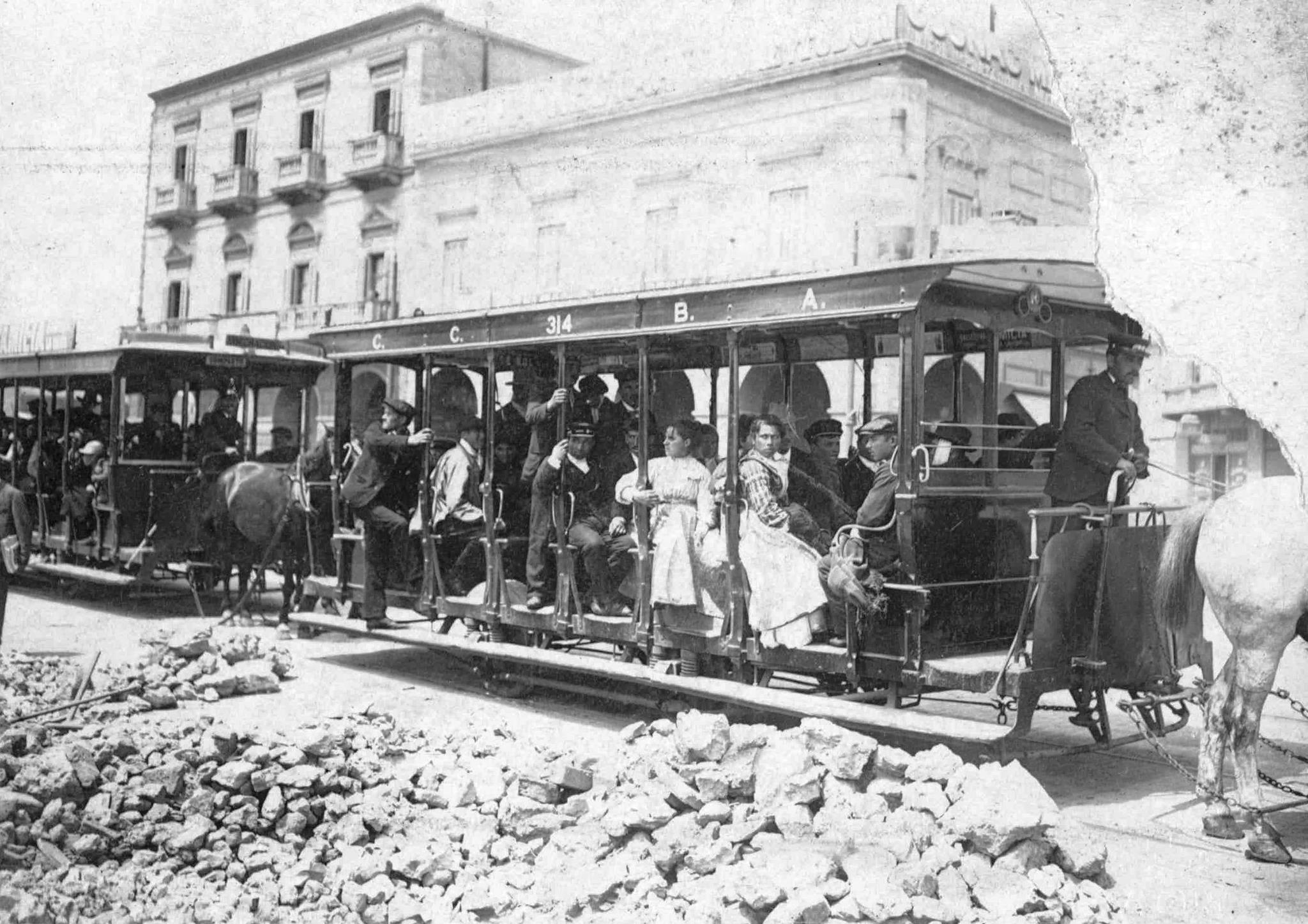
Tranvía que comunicaba el embarcadero con el Hotel, 1912.

## Actualmente
El hotel dejó de funcionar en 1953 y en 1995 fue declarado Monumento Histórico Nacional
En la actualidad este predio pertenece a la Dirección Nacional de Migraciones y el antiguo Hotel de Inmigrantes fue convertido en el Museo de la Inmigración («Museo Hotel de Inmigrantes»). Este cuenta con una muestra estática permanente que es visitada sin costo alguno por gran cantidad de personas, turistas y contingentes de alumnos de escuelas públicas y privadas de todo el país, debido a su gran valor histórico.
En diferentes oportunidades, se ofrecen sus instalaciones para la realización de muestras por parte de las colectividades descendientes de aquellos primeros ocupantes del Hotel.
El museo cuenta con una biblioteca especializada

## Galería de imágenes

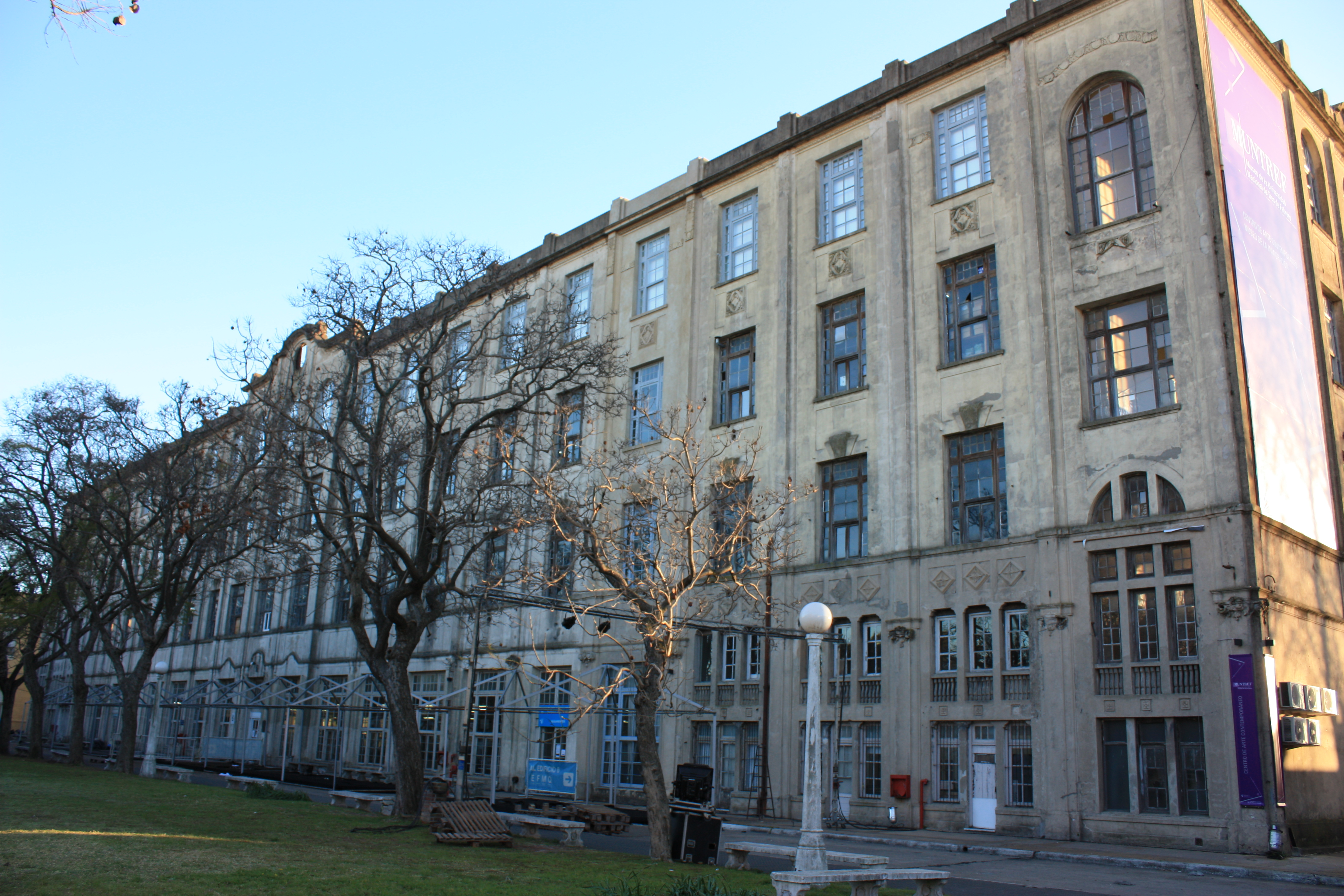
El deteriorado edificio, en 2013.
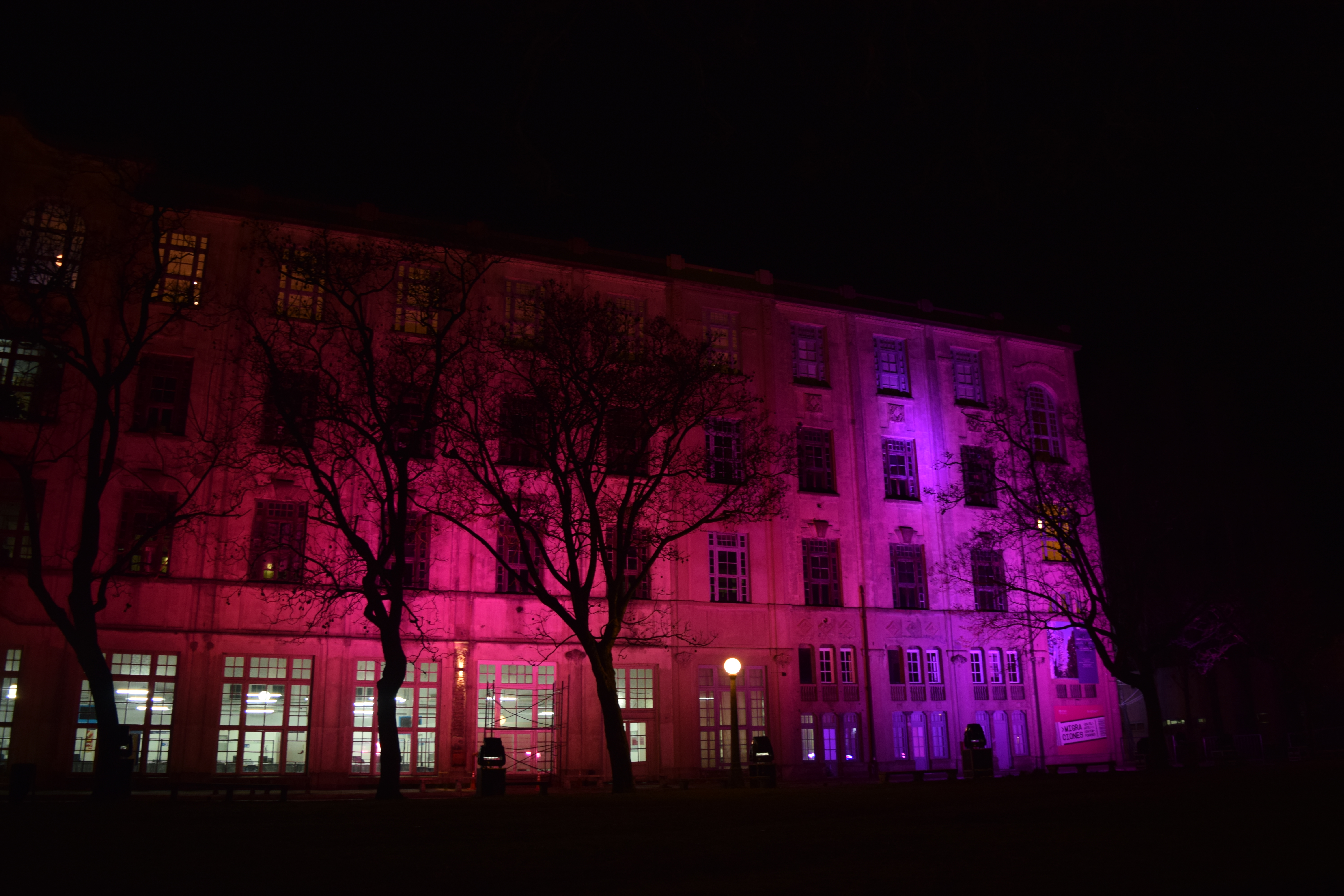
El edificio iluminado en ocasión de la Noche de los Museos 2015.
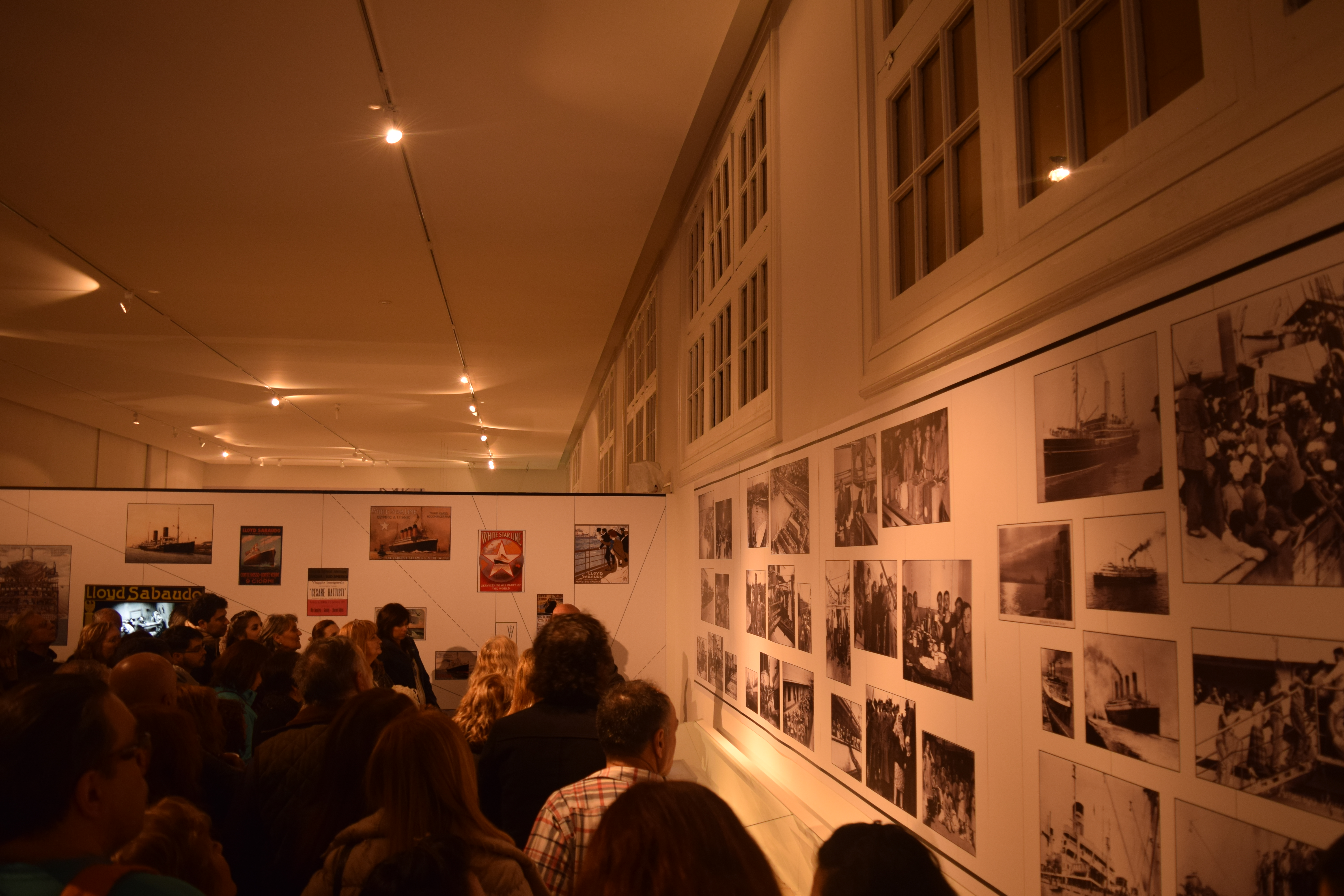
Exposición dentro del Museo Hotel de Inmigrantes.
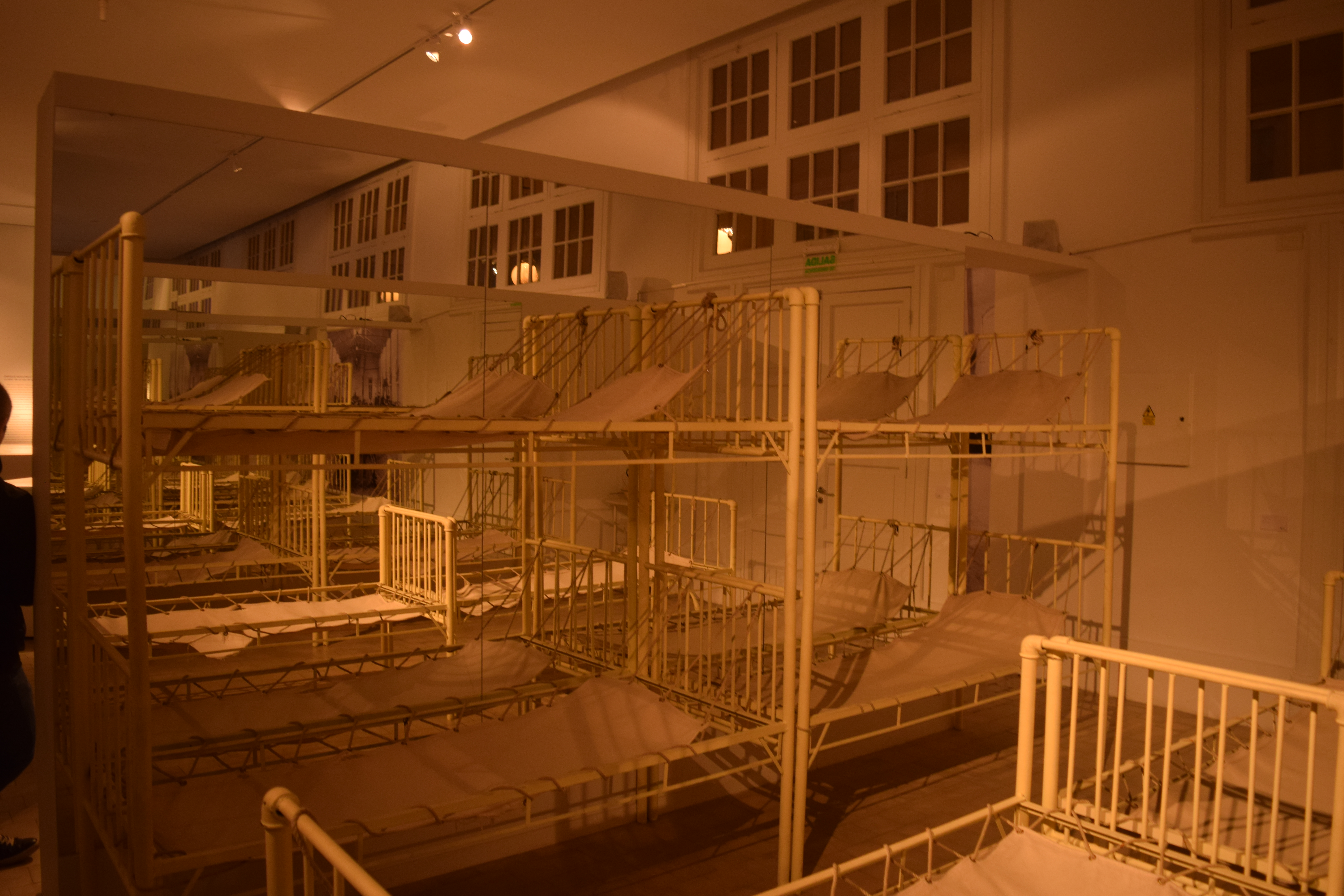
Camas usadas por los inmigrantes.
Entrada a la Sala de Exposiciones temporales del MUNTREF Museo de la Inmigración. Ciudad Autónoma de Buenos Aires, Argentina.
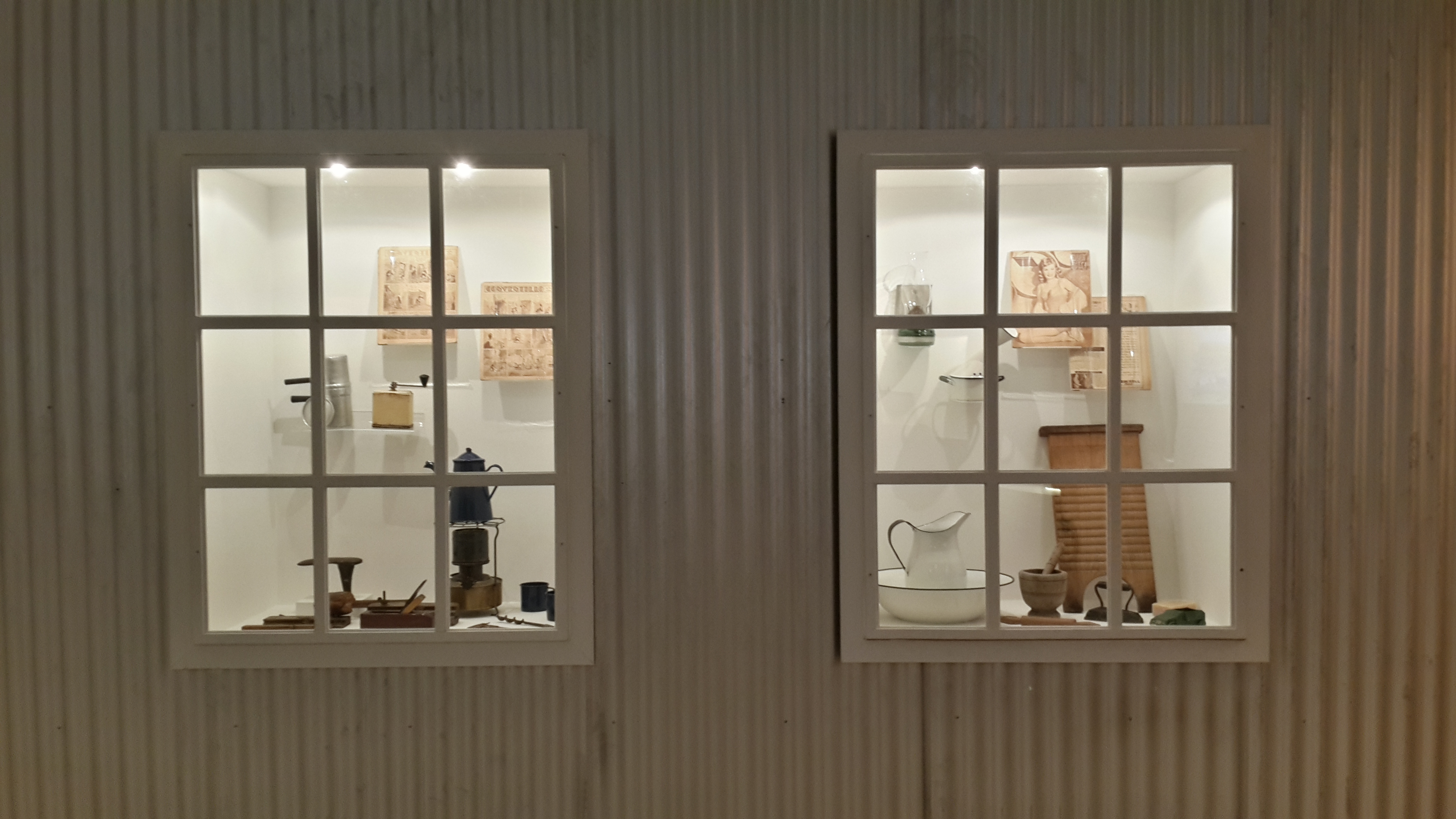
Sala de Exposiciones temporales del MUNTREF Museo de la Inmigración. Ciudad Autónoma de Buenos Aires, Argentina
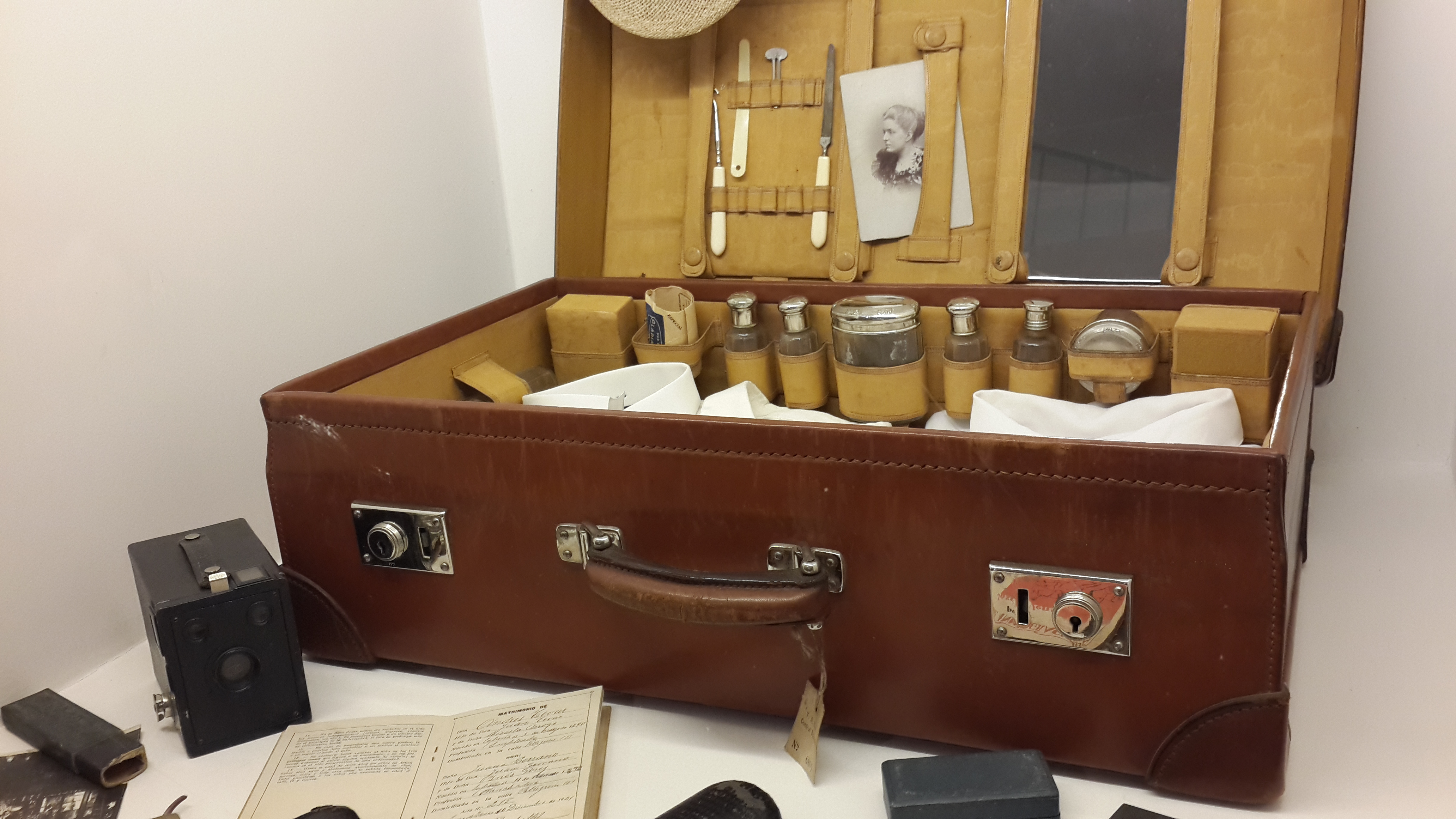
Valija con distintos elementos de aseo personal que pudo pertenecer a un inmigrante. Museo Hotel de Inmigrantes, Ciudad Autónoma de Buenos Aires, Argentina.
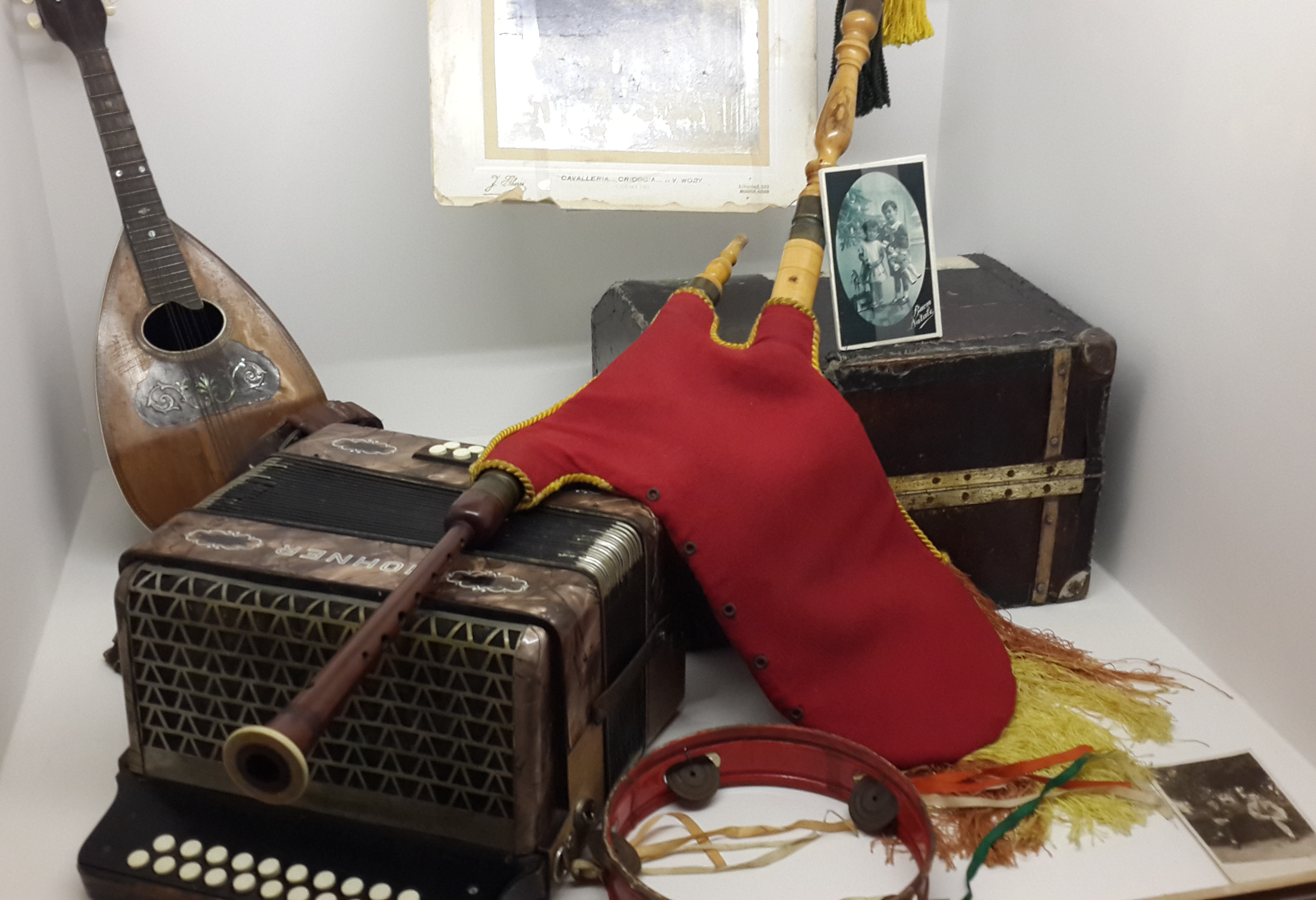
Distintos elementos representativos que los inmigrantes traían con sus equipajes de mano. MUNTREF Museo de la Inmigración. Ciudad Autónoma de Buenos Aires, Argentina.
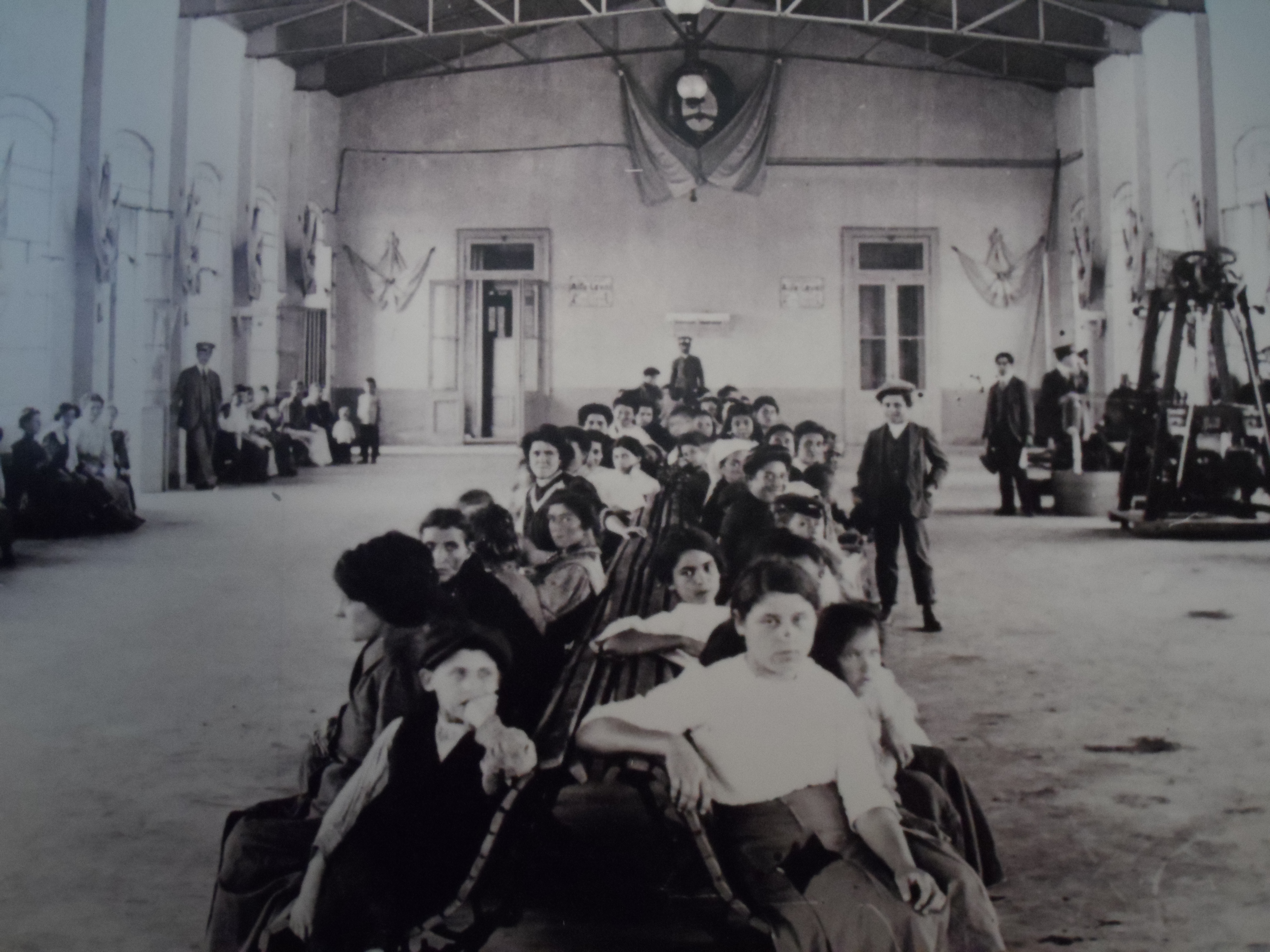
Gigantografía de una foto de época mostrando el salón donde los inmigrantes esperaban su turno para el comedor. MUNTREF Museo de la Inmigración. Ciudad Autónoma de Buenos Aires, Argentina.